# 4-Methylimidazol
4-Methylimidazol (kurz 4-MEI) ist eine heterocyclische organische Verbindung aus der Gruppe der Imidazole mit der Summenformel C4H6N2.

## Vorkommen
4-Methylimidazol kann bei der Fermentierung oder beim Bräunen von Lebensmitteln durch die Maillard-Reaktion entstehen. Es kommt in Ammoniak-Zuckercouleur (E 150c) vor, da es als Nebenprodukt bei dessen Herstellung entsteht. Da Zuckercouleur auch als Farbstoff in Cola eingesetzt wird, ist es dort ein umstrittener Bestandteil.

## Gewinnung und Darstellung
Synthetisiert wird 4-Methylimidazol durch die Reaktion von Methylglyoxal mit Ammoniak und Formaldehyd in der Radziszewski-Synthese.

## Verwendung
4-Methylimidazol ist ein wichtiges Zwischenprodukt bei der Herstellung von pharmazeutischen Produkten. Es ist Ausgangsmaterial für Arzneistoffe und antiseptische Mittel sowie für Foto-Entwicklerflüssigkeit.

## Toxizität
4-Methylimidazol kann bei Kaninchen, Mäusen und Hühnern Krämpfe auslösen. Des Weiteren konnte bei Ratten und Mäusen eine krebserregende Wirkung festgestellt werden.